# 海洋公園駅

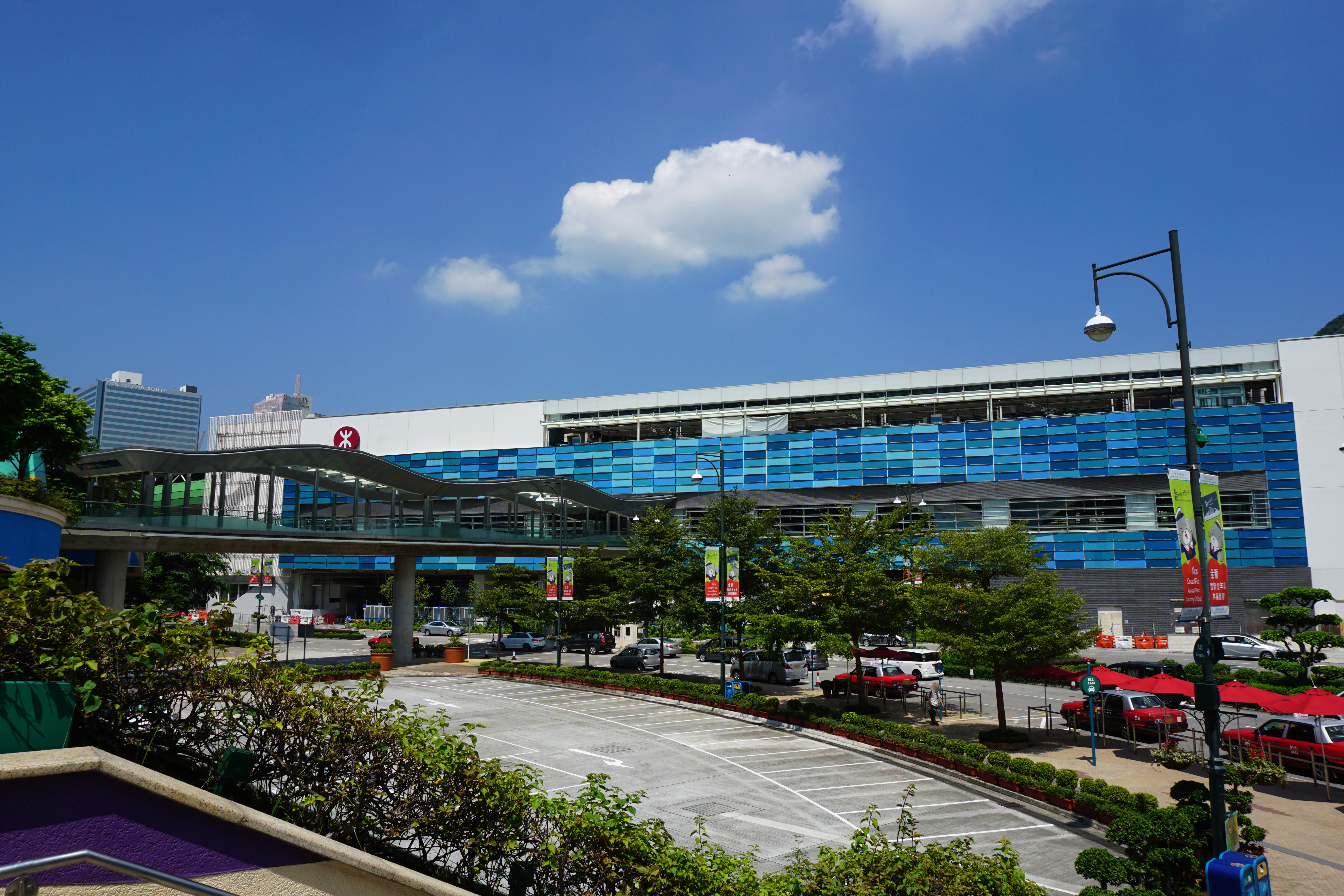
駅舎

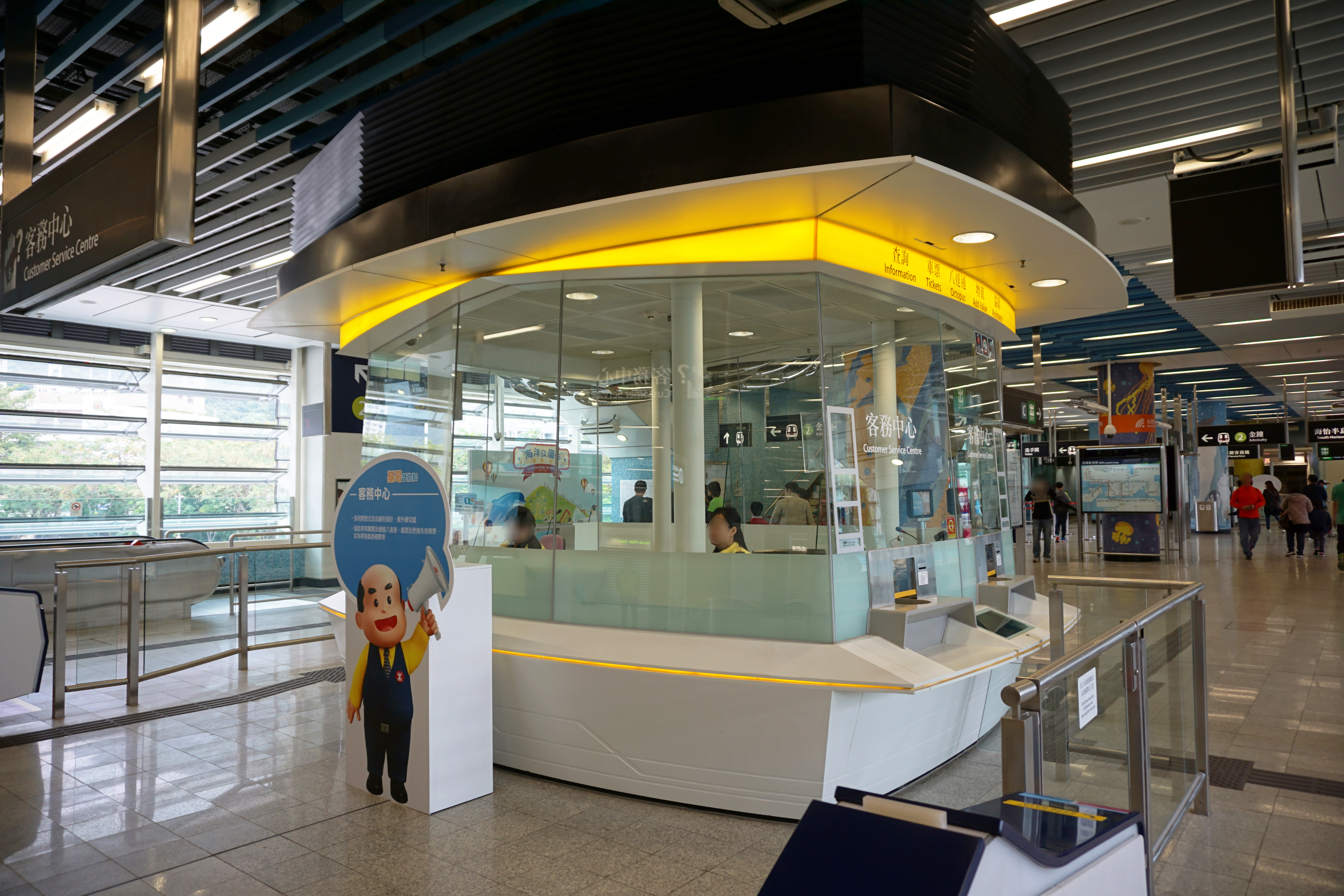
旅客案内所

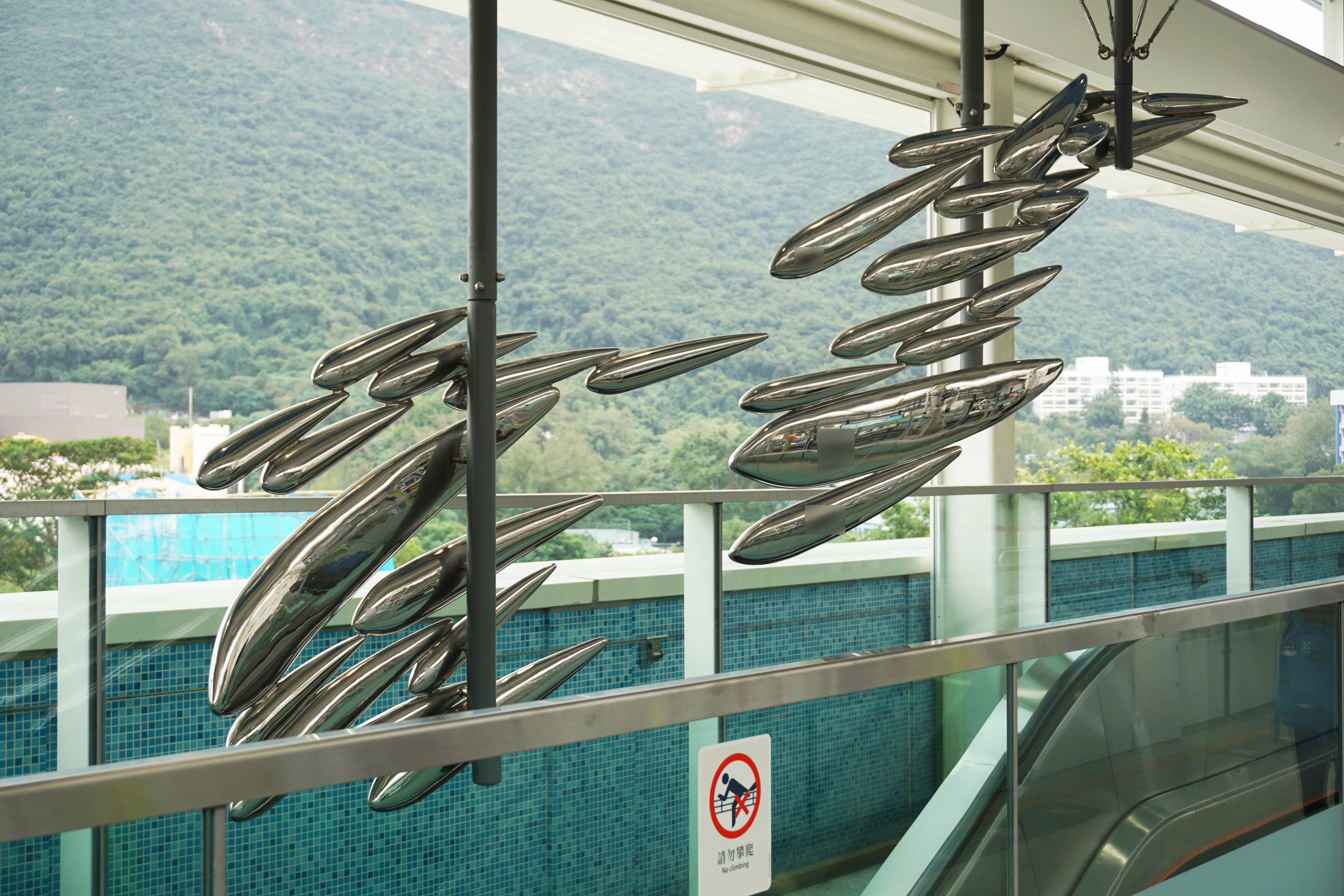
パブリックアート

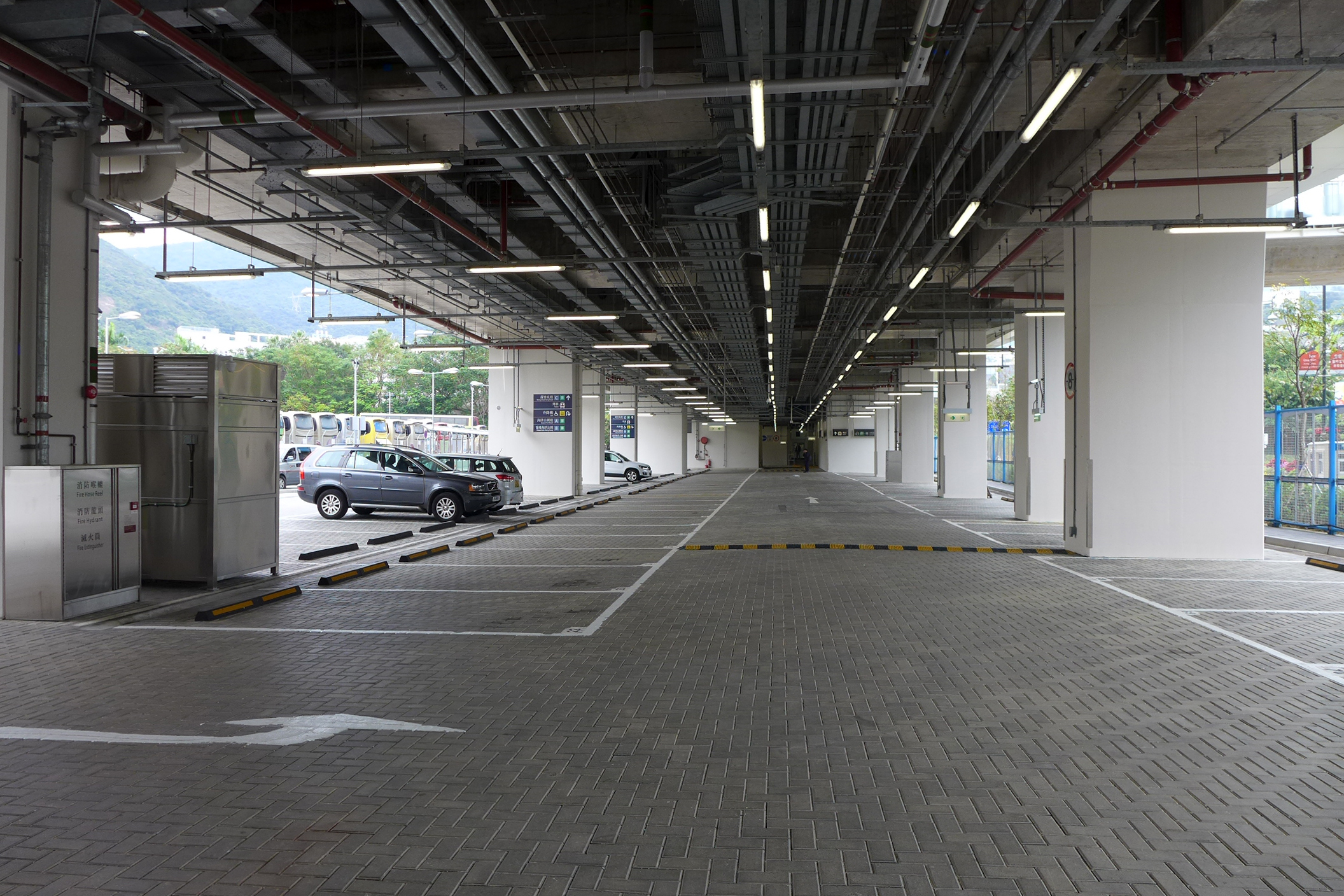
駐車場

海洋公園駅（かいようこうえんえき、オーシャンパークえき、ホイユンコンインえき）は香港香港島南区にあるMTR南港島線東段の駅である。

## 概要
金鐘駅から南風トンネルを抜けてすぐの場所にあり、城巴のシティバス海洋公園車庫の跡地に建造された、当路線中最初に完工した駅。
駅識別カラーは「海洋藍色(オーシャンブルー)」。

## 駅構造
相対式ホーム2面2線の高架駅。

### のりば
| U2 ホーム階     | 相対式ホーム（左側のドアが開く） | 相対式ホーム（左側のドアが開く）                      |
| U2 ホーム階     | ➋番線                            | →■南港島線金鐘方面（金鐘）→                           |
| U2 ホーム階     | ❶番線                            | ←■南港島線海怡半島方面（黄竹坑）                      |
| U2 ホーム階     | 相対式ホーム（左側のドアが開く） |                                                       |
| U1 コンコース階 | コンコース                       | 旅客案内所、売店、便所、自動券売機、無料Wi-fiスポット |
| U1 コンコース階 | 歩道橋                           | B出口(海洋公園正門平台入口へ)                         |
| G 地上          | -                                | A、C出口、駐車場                                      |

### 駅出口
- A出口：海洋公園道
- B出口：香港海洋公園正門
- C出口：黄竹坑道

## 利用状況
平日はラッシュ時3分20秒間隔、日中4分30秒間隔、土曜日は日中4分30秒間隔、夕方4分間隔、日祝日は日中4分30秒間隔で3両編成の無人運転列車が運行される。

## 駅周辺

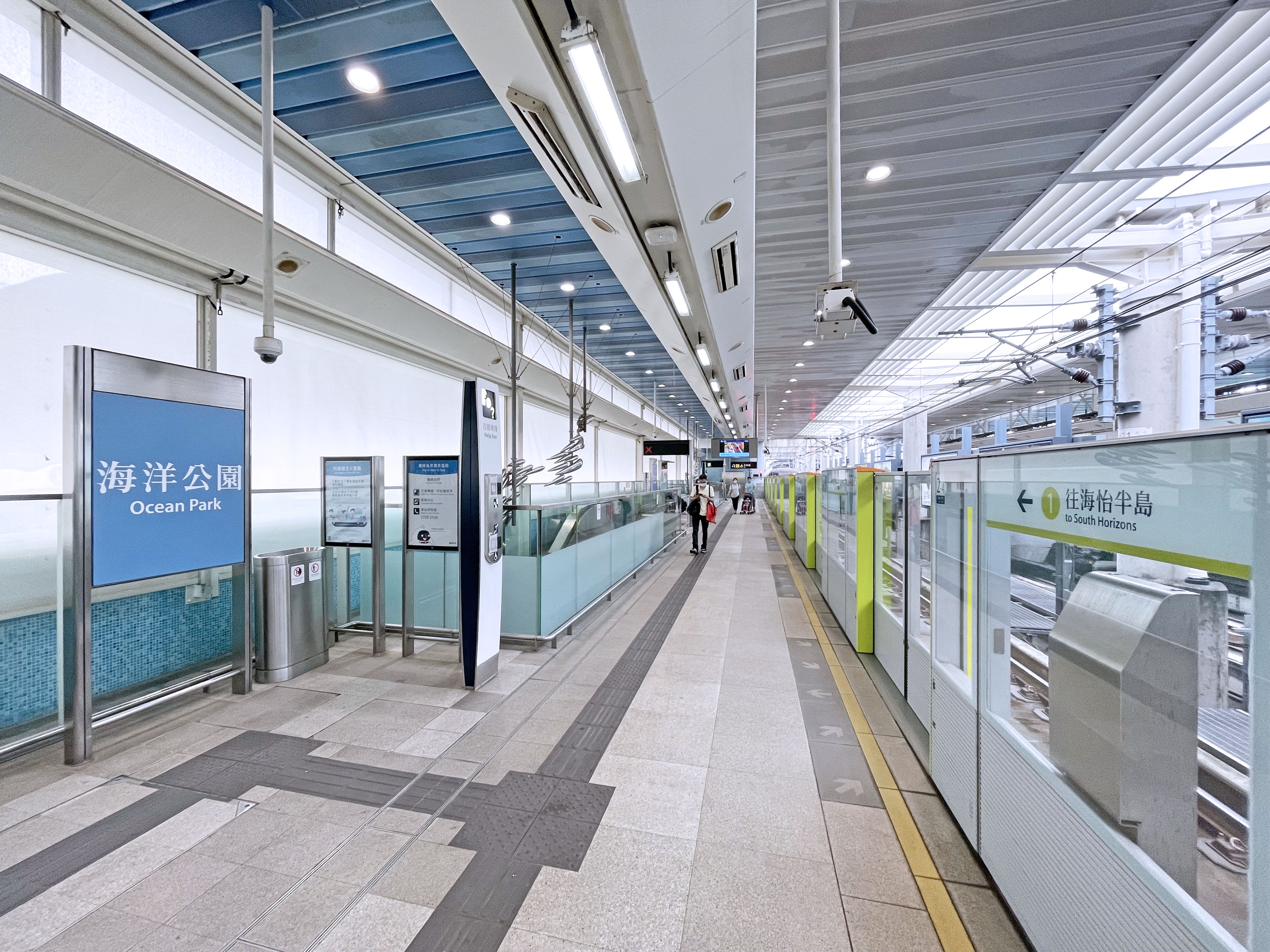
ホーム
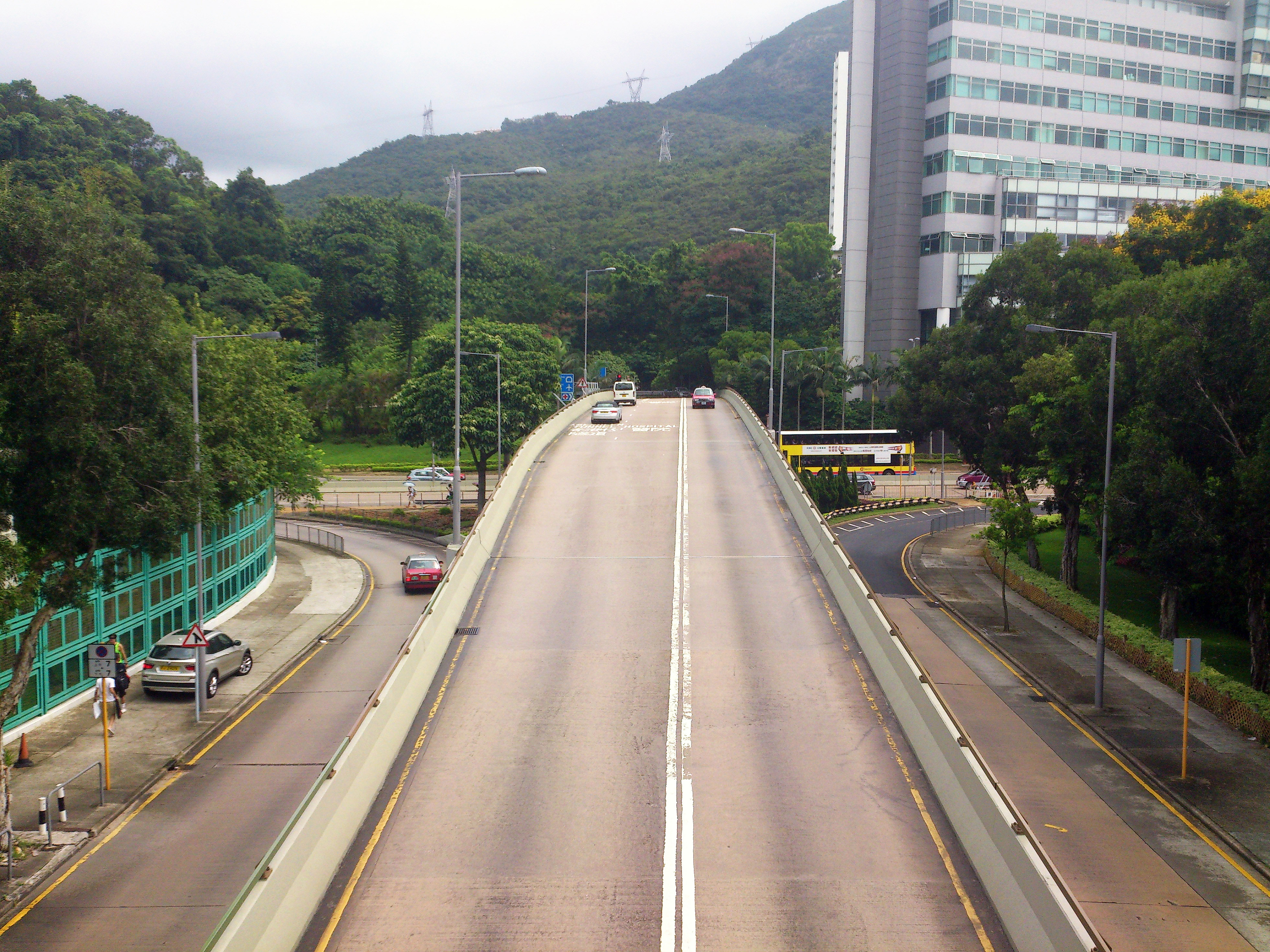
海洋公園公共運輸交匯処（中国語版）（バスターミナル）
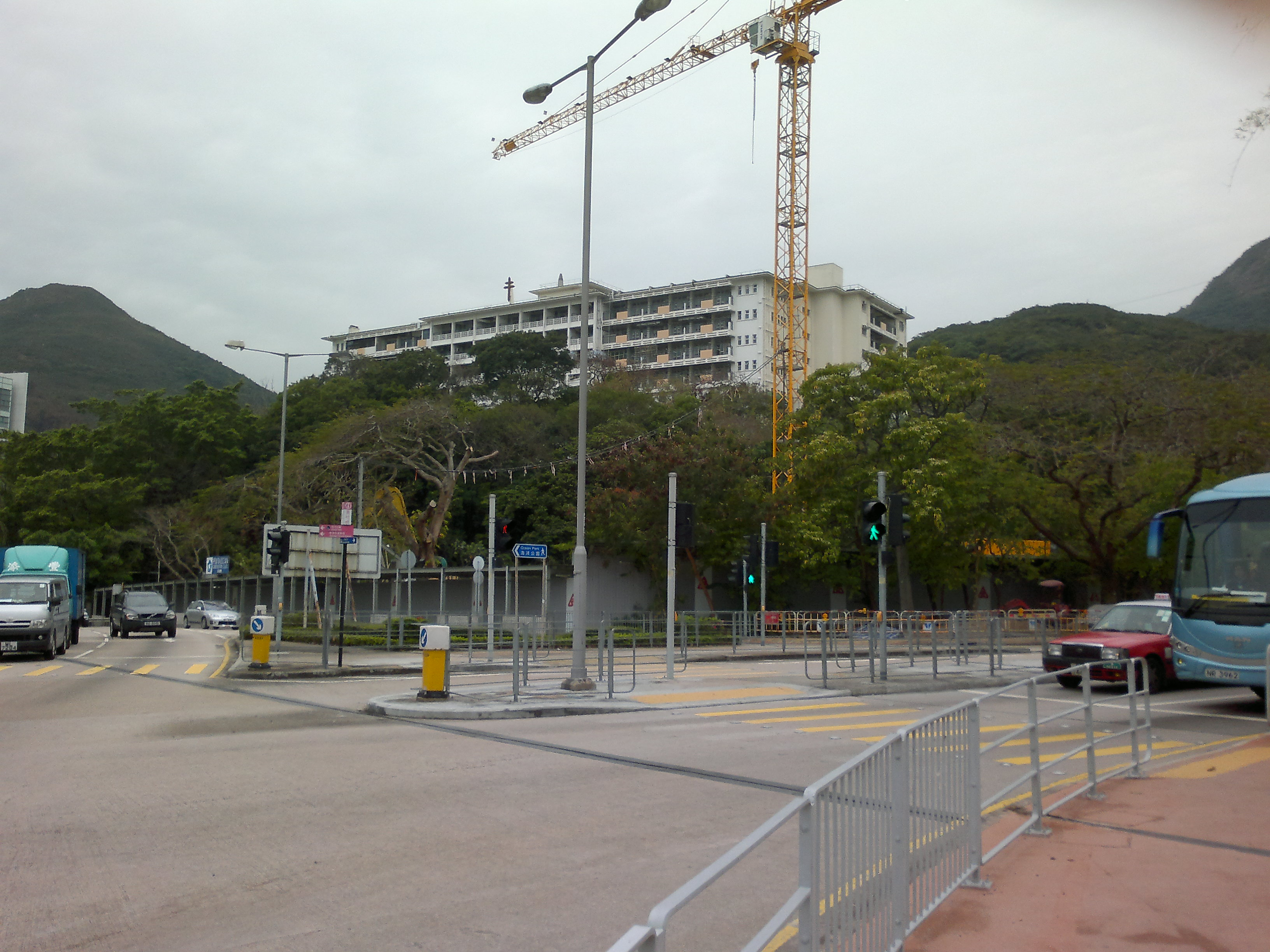
南風道

- 海洋公園道（中国語版）
- 南風道（中国語版）
- 香港警察学院（中国語版）
- 香港海洋公園
- 香港仔運動場
- 黄竹坑体育館
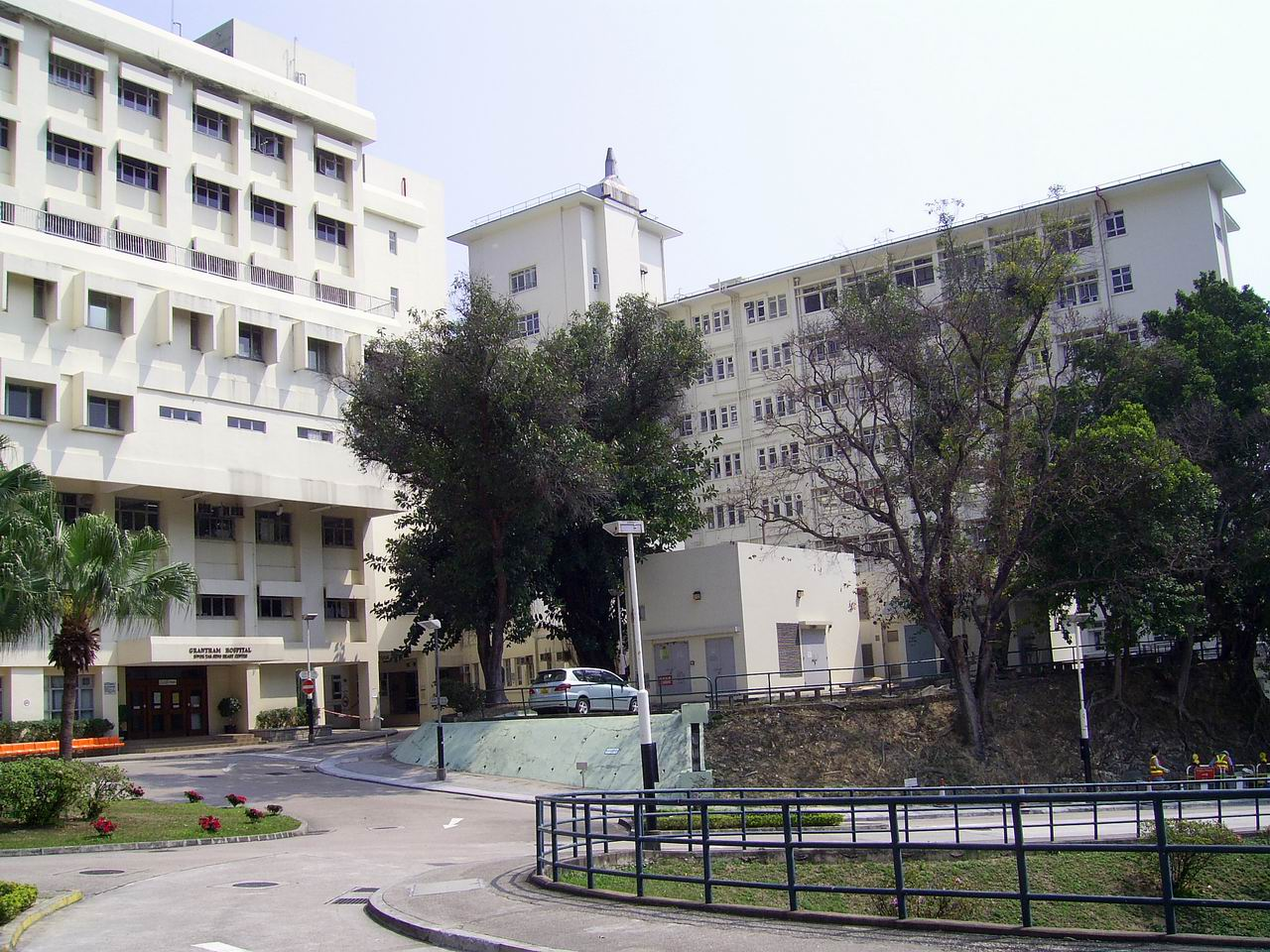
葛量洪医院（中国語版）
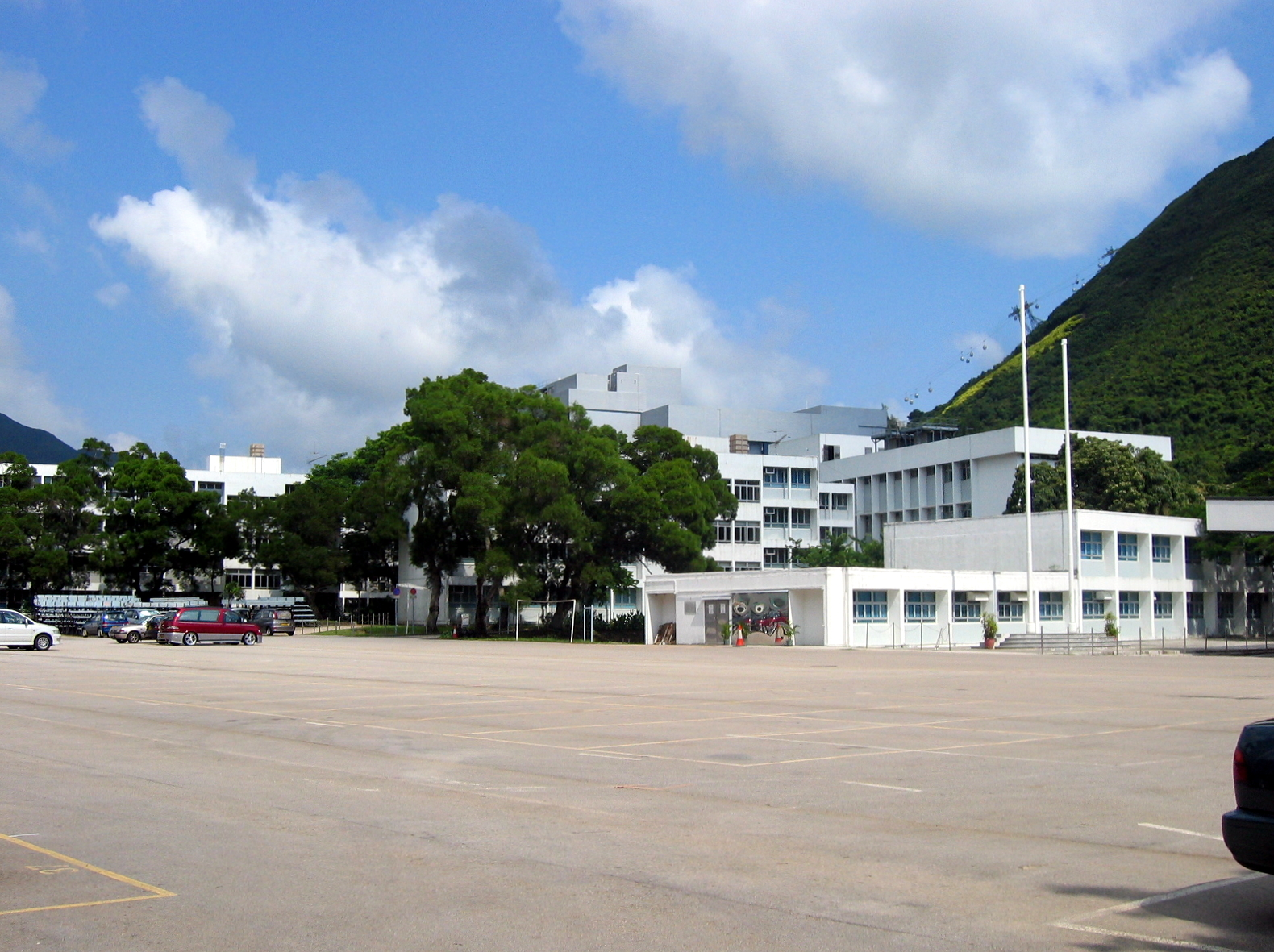
黄竹坑香港警察学院
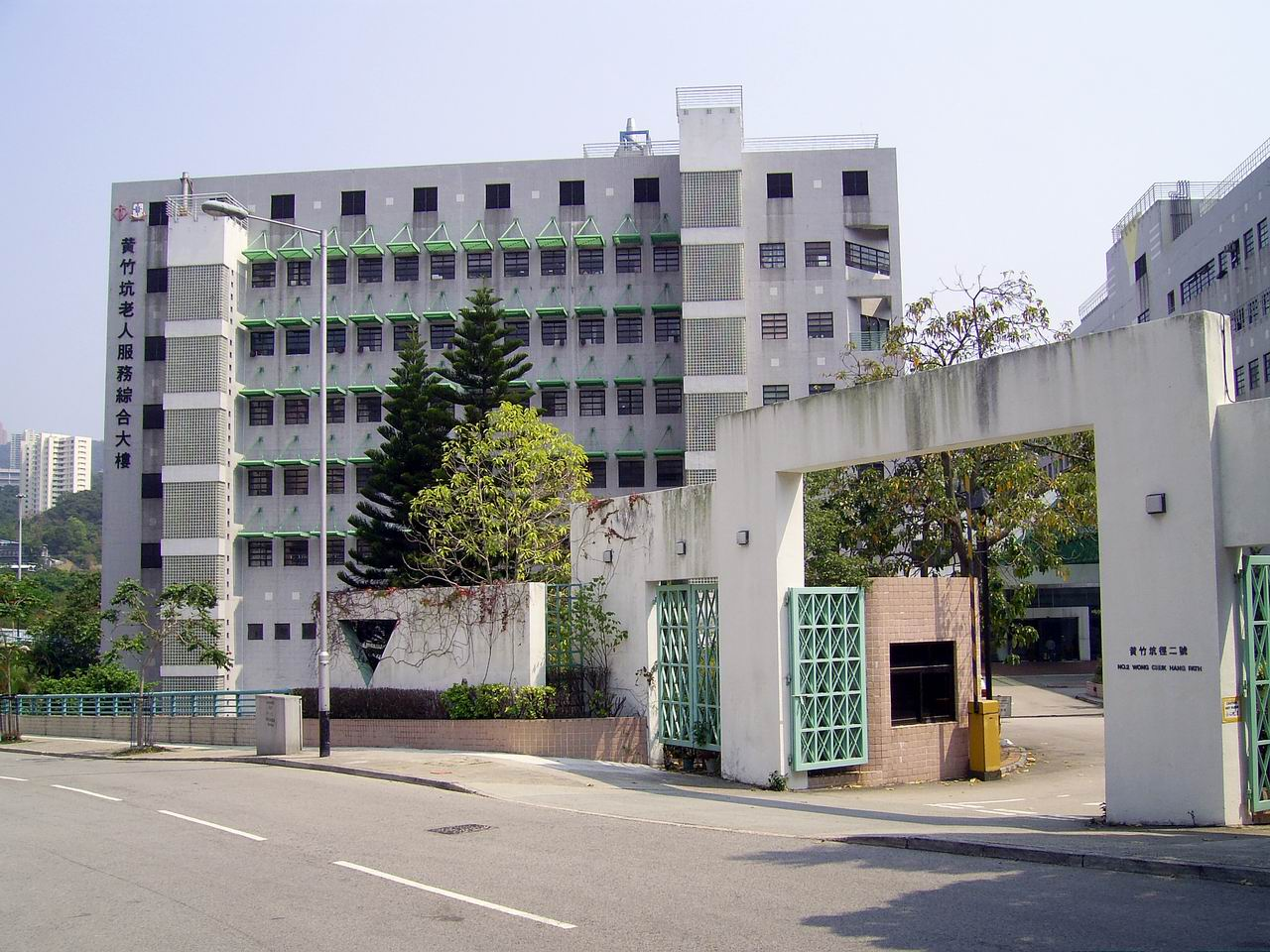
黄竹坑医院（中国語版）
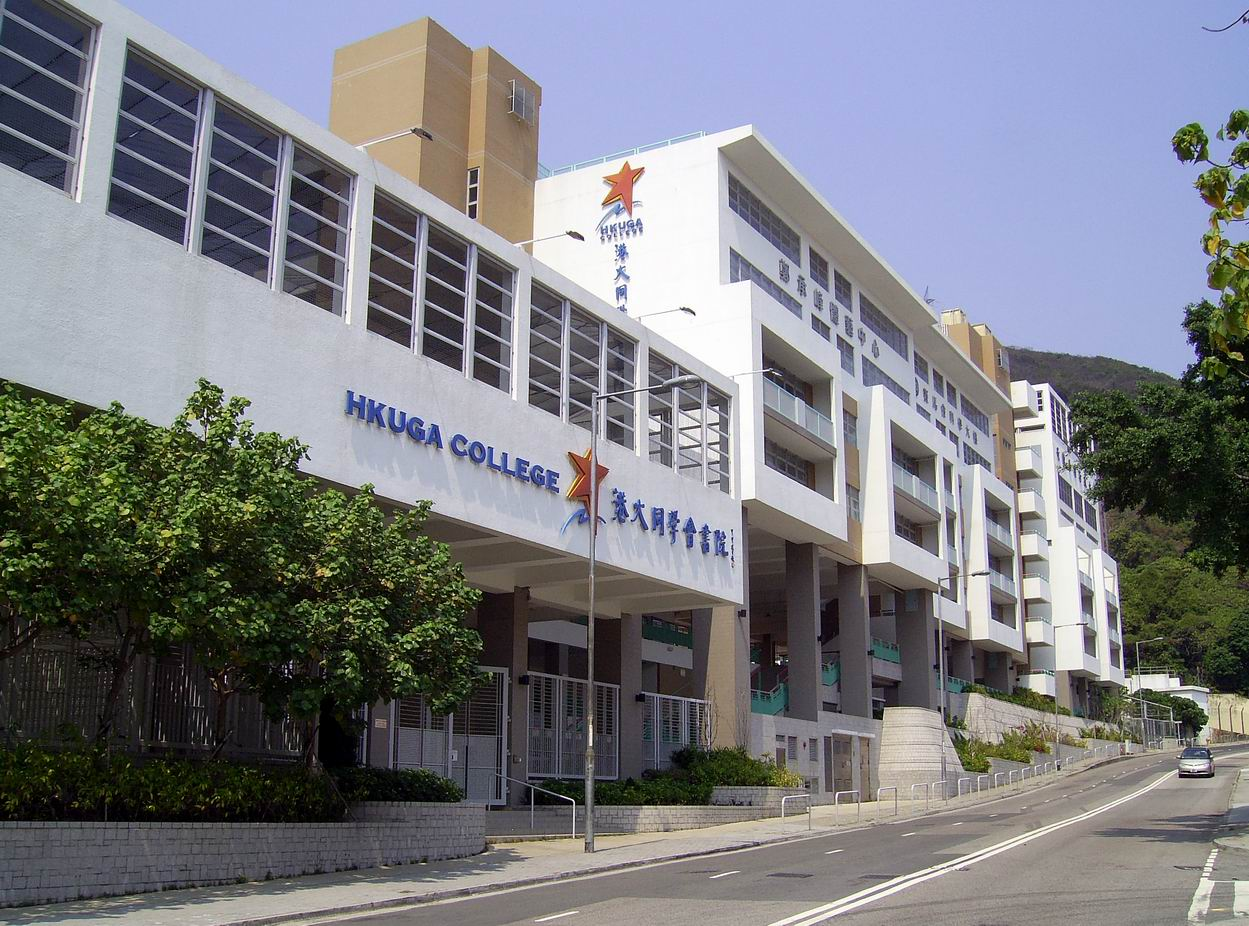
港大同学会書院（中国語版）
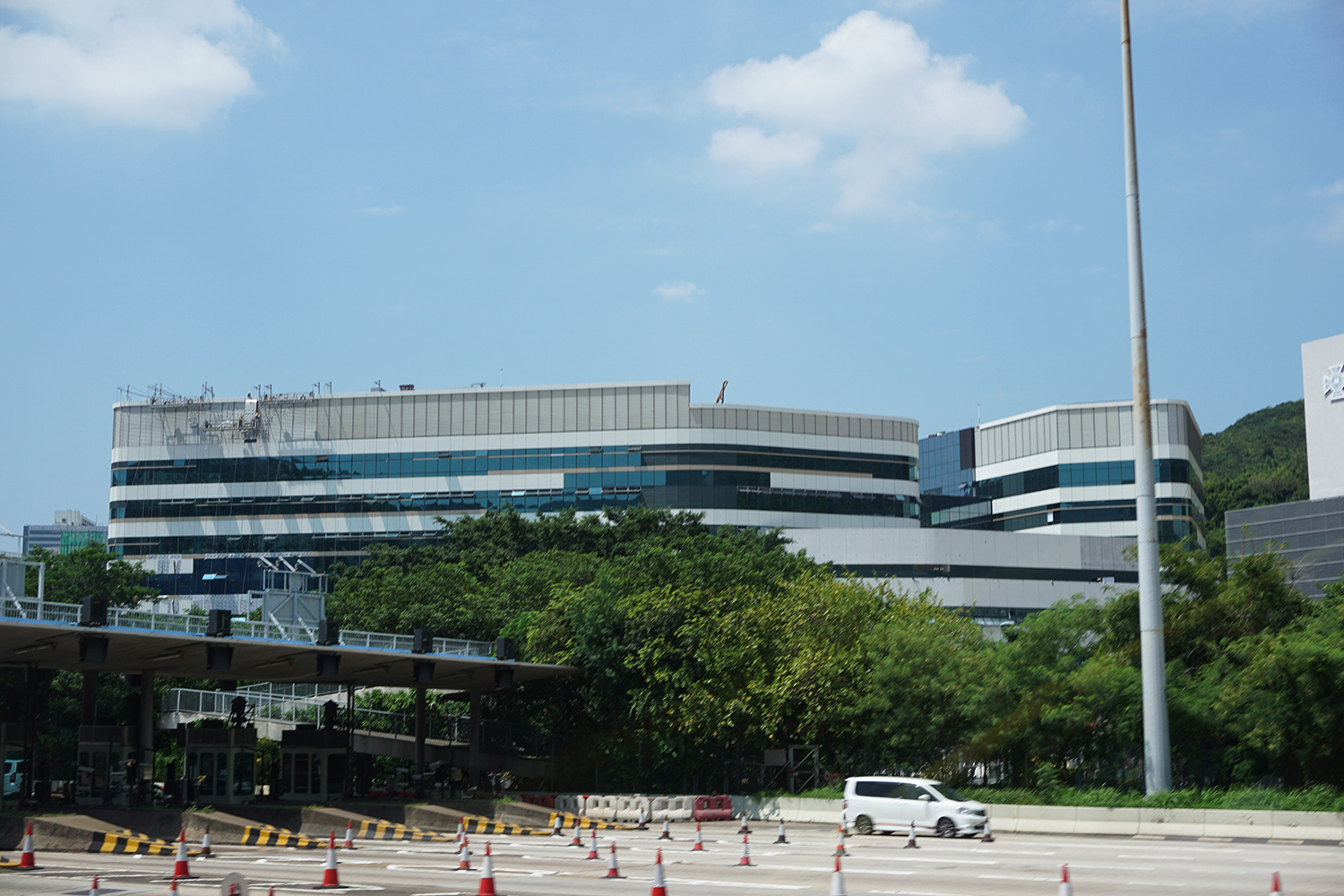
香港医学専科学院（中国語版）
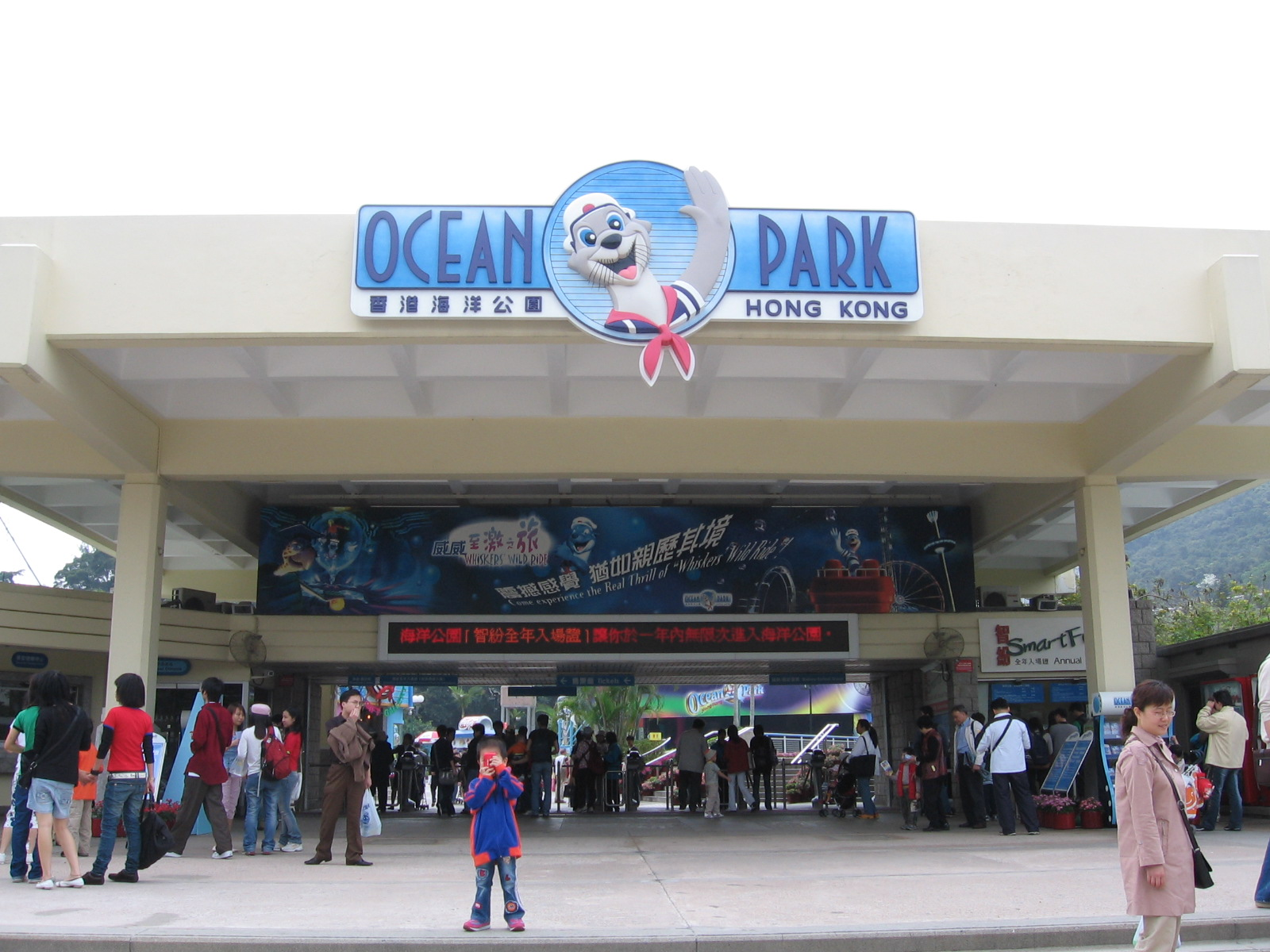
香港海洋公園
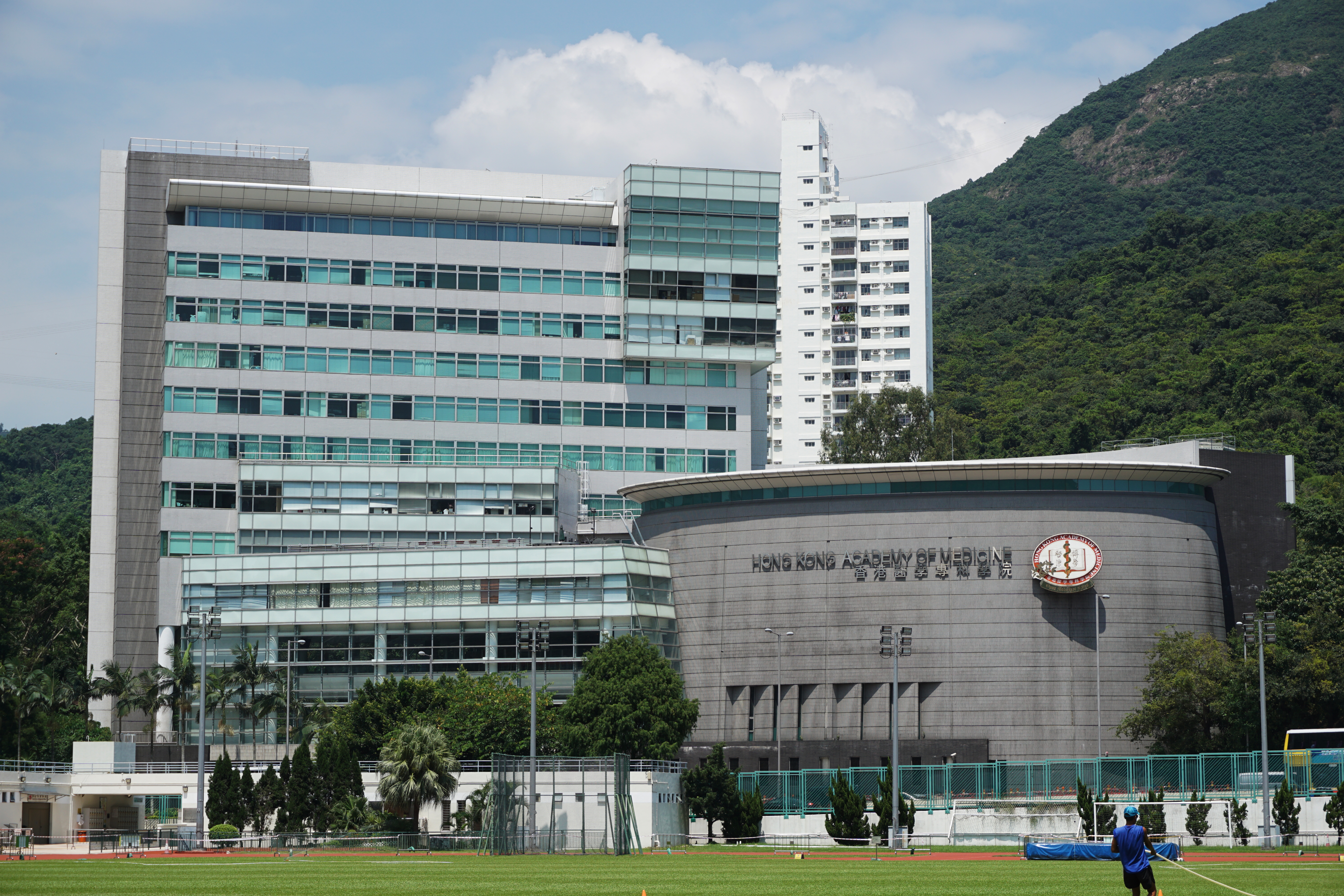
香港医学専科学院

- 港怡医院（中国語版）
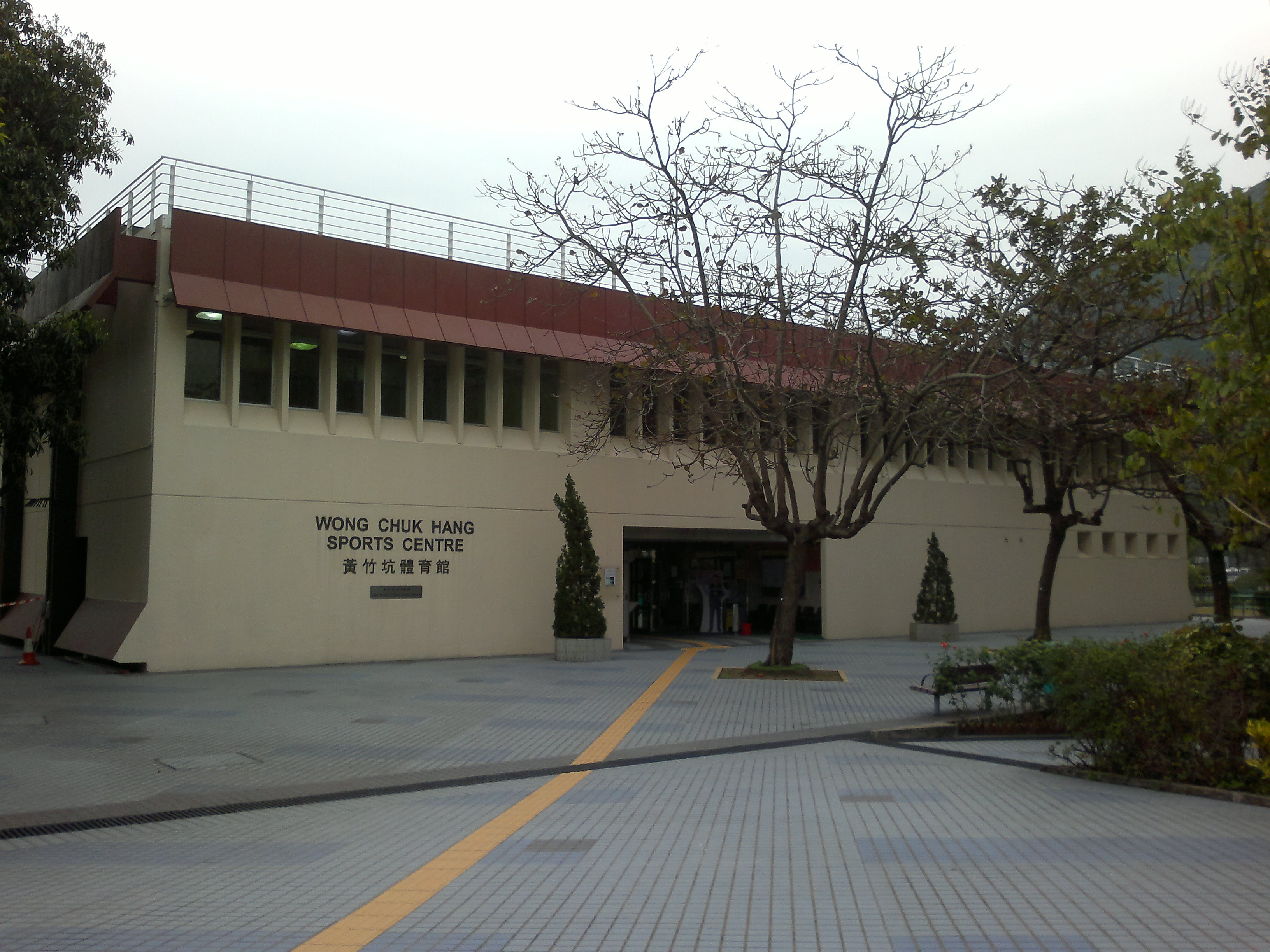
黄竹坑道（中国語版）
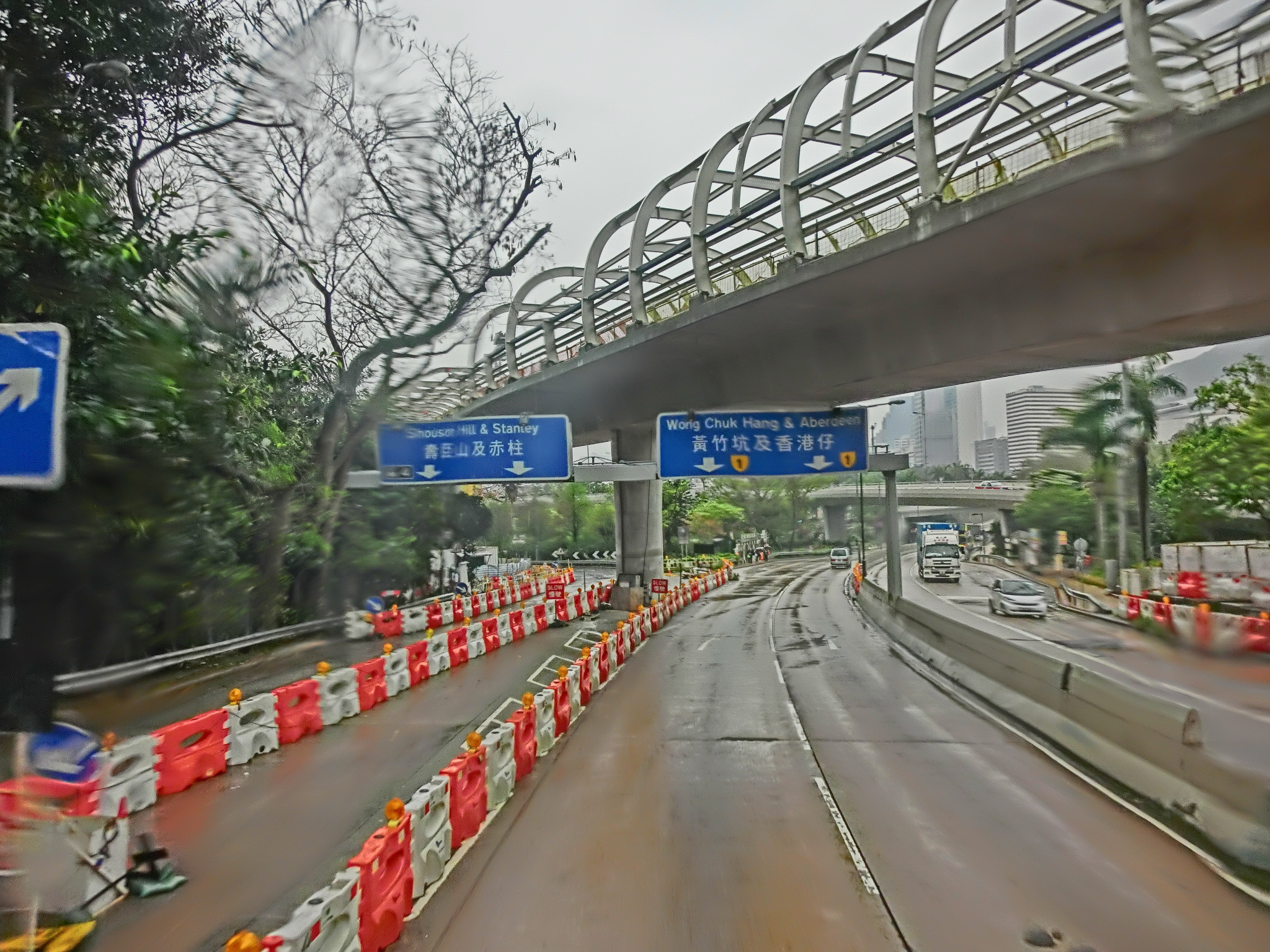
黄竹坑新囲（中国語版）
- 寿山村道（中国語版）
- 香島道（中国語版）
- 寿臣山広場（中国語版）
- 香港郷邨倶楽部（中国語版）

- ホーム
- 海洋公園道
- 南風道
- 葛量洪医院
- 黄竹坑香港警察学院
- 黄竹坑医院
- 港大同学会書院
- 港怡医院
- 香港海洋公園
- 香港医学専科学院
- 黄竹坑体育館
- 黄竹坑道

## 歴史
- 2011年5月18日 - 行政府が南港島線東段財務計画批准。
- 2011年5月 - 起工。
- 2013年12月9日 - 上棟式[2]。
- 2015年10月 - 完工
- 2016年12月28日 - 開業。

## 隣の駅
香港鉄路 (MTR)
■南港島線 (東段)
金鐘駅 - 海洋公園駅 - 黄竹坑駅